# Roman Erich Petsche
Roman Erich Petsche (* 3. Februar 1907 in Gottschee, Österreich-Ungarn; † 1993 in Ried im Innkreis, Oberösterreich) war ein österreichischer Lehrer, Schulaufseher und Maler. Er wurde von der Gedenkstätte Yad Vashem als Gerechter unter den Völkern ausgezeichnet.

## Leben
Der Sohn eines deutschsprachigen Lehrers und einer aus altem galizischen Adel stammenden Mutter, die er später als „nationalbewusste Polin“ bezeichnete, wuchs in der Gottschee, einer deutschen Sprachinsel in Slowenien, auf. Die Familie zog 1919 nach Salzburg, wo sein Vater nach der Flucht aus dem nun zum Königreich der Serben, Kroaten und Slowenen gehörenden Gottschee Arbeit in der Lehrerausbildung gefunden hatte. Nach der Matura 1925 studierte Petsche in Wien an der Philosophischen Fakultät der Universität Wien und Akademie der Bildenden Künste Wien. Seit 1925 war er Mitglied der katholischen Studentenverbindung KÖStV Austria Wien. Ab 1929 arbeitete er als Lehrer zunächst in Salzburg, 1931–1933 dann in Ried im Innkreis und ab 1933 in Sankt Pölten.
Im Jahr 1944 war Petsche als Offizier der Wehrmacht in der Stadt Novi Sad bei der jüdischen Familie Csarneyi einquartiert. Im selben Haus wohnte auch der jüdische Rechtsanwalt Dr. Tibor mit seiner Frau Vera und dessen fünfjährigen Zwillingstöchtern.
Am 25. März 1944 sollten 4000 Juden in das Konzentrationslager in Auschwitz deportiert werden. Roman Erich Petsche beschloss, die beiden minderjährigen Töchter von Dr. Tibor zu retten, und reiste mit den Kindern und einer Putzfrau nach Budapest zu einer Tante der Kinder. Die Putzfrau gab er als seine Ehefrau aus und die Kinder als seine eigenen. Noch in der gleichen Nacht reiste Roman Erich Petsche nach Novi Sad zurück und verhalf Dr. Tibor und weiteren seiner Familienmitglieder zu einer Bahnfahrkarte, damit sie Novi Sad verlassen konnten. Die in der Stadt gebliebene kranke Großmutter der Tibors brachte Petsche in ein Krankenhaus und sorgte bis zu ihrem Tod für sie. Vera Tibor, ihre Töchter und die Tante der Tibors wurden dennoch verhaftet und nach Auschwitz deportiert. Die Tante und die Kinder überlebten und ließen sich nach dem Ende des Krieges in Israel nieder.
Nach dem Zweiten Weltkrieg arbeitete Petsche zunächst 1945–1950 in Linz als Lehrerausbilder, dann ab 1950 in der Schulaufsicht, unter anderem als Fachinspektor für Kunsterziehung für mehrere Bundesländer. 1972 wurde er pensioniert und zog sich nach Ried im Innkreis zurück. Neben seiner Karriere war er stets als Maler tätig, bot seine Werke jedoch auf dem Kunstmarkt nicht an. Er bevorzugte figürliche Motive, die er im Alter fast ausschließlich in einer eigenwilligen, von ihm Lumigraphie genannten Collagetechnik aus farbigen Kreidezeichnungen und Lichtdrucken fertigte. Museen u. a. in Ried und Graz zeigen seine Werke.
1983 wurde der inzwischen zum Hofrat ernannte Petsche für seine Rettungstat im Zweiten Weltkrieg von der israelischen Gedenkstätte Yad Vashem als Gerechter unter den Völkern ausgezeichnet. Als Gründe für seine Tat nannte er damals „das selbstverständliche menschliche Gebot, anderen in der Not zu helfen“. Auch sei ihm das Schicksal der Familie seiner Mutter bewusst gewesen, die mehrere Mitglieder im KZ verloren hatte.
2002 wurden bei den 11. Braunauer Zeitgeschichte-Tagen zum Thema Zivilcourage und Widerstand in Diktaturen im Kultur im Gugg seine Bilder ausgestellt.